# Петрівка-Роменська
Петрівка-Роменська (до 1935 — Петрівка) — село в Україні, центр Петрівсько-Роменської сільської громади Миргородського району, Полтавської області.
Населення 3003 жителя. Працює ряд підприємств нафтогазової промисловості.

## Географія
Село Петрівка-Роменська знаходиться на березі річки Хорол, вище за течією примикає село Сергіївка, нижче за течією на відстані 2 км розташоване село Балясне. По селу протікає пересихаючий струмок. Річка в цьому місці звивиста, утворює лимани, стариці та заболочені озера. Поруч проходять автомобільна дорога Т 1705 та залізниця, станція Венеславівка.

## Історія

### Заснування
Село виникло в І половині XVII століття й до 1935 року мало назву Петрівка. За однією з місцевих народних легенд, вона походить від того, що колись на високому березі Хоролу жили 2 брати — Петро та Сергій. Одного разу вони посварились, і тоді Петро оселився на місці нинішньої Петрівки, а Сергій — на місці Сергіївки.
Відомості про Петрівку зустрічаються в історичних джерелах XVII століття, зокрема вона відмічена на унікальній карті Г. Л. де Боплана. Першими ЇЇ поселенцями були втікачі від польської шляхти та козаки. Село належало до Гадяцького замку, згодом ним володіли полкові писарі Сидір Раєвський, Стефан Залесний, гетьман Іван Скоропадський. Під час Північної війни у цій місцевості відбувались бої, про що свідчить велика кількість курганів біля Петрівки-Роменської.
1713 року Петрівку, що належала тоді до Гадяцького полку, було віддано у власність Захарію Рощаковському. 1781 року, після утворення Гадяцького повіту, Петрівка ввійшла до його складу.

### XIX–XX століття
На час перепису 1859 року в Петрівці Сергіївської волості Гадяцького повіту налічувалося 109 дворів та 867 мешканців. Парафіяни мали змогу відвідувати дерев'яну Покровську церкву, збудовану ще 1784 року. При ній діяли бібліотека, церковнопарафіяльне попечительство.
На 1900 рік Петрівка була вже центром однойменної волості Гадяцького повіту. У селі діяли 3 громади: дві — селян-власників і козацька, налічувалось 174 двори, була лікарня (збудована 1889 року), де працював один фельдшер. У Петрівці мешкало кілька дрібних поміщиків: пані Стефановська, яка мала 75 десятин орної землі і стільки ж лісу; пан Малинка, котрий володів 8 га саду; та пан Жарахович, якому належало 260 га землі.
Земство належно опікувалося розвитком освіти, із цією метою в центрі волості були відкриті 2 земські школи. 1916 року почало діяти 2-класне реальне училище, яке 1917 року стало 3-річним. Розвиток населеного пункту пожвавився з будівництвом у 1890-х роках залізниці Гадяч-Лохвиця. У Петрівці-Роменській було створено залізничну станцію Венеславівка, яка функціонує там і донині.

### Петрівка— центр району
1923 року за новим адміністративним поділом Петрівка стала центром району. Утворений з Березоволуцької, Остапівської, Петрівської, Розбишівської, Краснознаменської волостей, він увійшов до складу Роменської округи, а пізніше — до Лубенської округи. У 1930 район був розформований.
1935 року було створено Петрівсько-Роменський район у складі Харківської області. У цей час назва села Петрівки змінюється на Петрівку-Роменську, відповідну назву отримує і район.
Повсюдне запровадження нових форм господарювання не оминуло й Петрівку-Роменську. У селі працювало 2 товариства зі спільного обробітку землі (так звані ТСОЗи): "Червоний колос та «Червона лука». З часом на їх базі було створено колгосп «Червоний колос».

### Війнаі повоєнний період

Бюст героя Радянського союзу М. Є. Пігіди

Чимало вихідців з Петрівки-Роменської пішли до лав Червоної армії, багато з них не повернулось додому. Проти гітлерівців діяла партизанська група, яку очолював командир М. М. Боровик. Жителі Балясного, Петрівки-Роменської, Венеславівки на знак вдячності встановили пам'ятники загиблим героям. У Петрівці-Роменській похований Герой Радянського Союзу Микола Пігида (1919—1943). На його вшанування названо вулицю в селі та поблизу місцевої школи 1972 року було встановлено бюст.
До 1957 року Петрівка-Роменська залишалася районним центром. Тут працював колгосп «Зоря комунізму». Велике значення для розвитку села мала розвідка нафтогазових родовищ та організація на території сільської ради нафтогазовидобувних промислів.
Село постраждало внаслідок геноциду українського народу, проведеного окупаційним урядом СРСР 1923—1933 та 1946–1947 роках.
До 2017 було центр Петрівсько-Роменської сільської ради, до складу якої входили також села Венеславівка та Балясне.

## Населення

### Мова
Розподіл населення за рідною мовою за даними перепису 2001 року:
| Мова            | Кількість | Відсоток |
| --------------- | --------- | -------- |
| українська      | 2629      | 96.62%   |
| російська       | 75        | 2.75%    |
| білоруська      | 7         | 0.26%    |
| вірменська      | 5         | 0.18%    |
| румунська       | 1         | 0.04%    |
| німецька        | 1         | 0.04%    |
| інші/не вказали | 3         | 0.11%    |
| Усього          | 2721      | 100%     |

## Відомі люди
- Микола Бутович (1895 — 1961) — художник і графік, старшина армії УНР.
- Тамара Бутович (1882 — ?) — письменниця, перекладач.
- Гладкий Михайло Захарович (* 1923) — український скульптор, майстер художньої кераміки, член НСХУ, учасник Другої світової війни, професор.
- Юрій Володимирович Гагаринський (1915–1976) — хімік, член-кореспондент АН СРСР, засновник Інституту хімії Далекосхідного відділення АН (Владивосток).
- Корнійко Олександр Сергійович (1994—2017) — солдат Збройних сил України, десантник, учасник російсько-української війни, псевдо «Чорний».
- Сафі Байс (1991) — письменниця.
- Данилюк Роман Тарасович (1993) — спортсмен, паралімпійський призер 2016, чемпіон світу 2015, чемпіон світу 2019, срібний призер чемпіонату світу 2017, чемпіон Європи 2018.

## Сучасність
Нині площа Петрівсько-Роменської сільради, що межує із Сергіївською, Біленченківською, Харківецькою, Ручківською, Середняківською, Качанівською сільськими радами, становить 4550,84 га. Тут проживають 3003 особи. На її території діють чимало підприємств, установ та організацій. Серед них — Глинсько-Розбишівська партія глибокого буріння ДП «Миргороднафторозвідка», тік та хлібозавод ВАТ «Гадяцьке бурякогосподарство», електропідстанція ВАТ «Полтаваобленерго», цегельний завод, венеславівська дільниця Полтавського управління «Полтавакомплектсервіс», венеславівський бурякопункт і паливний склад, відділи НГВУ «Полтаванафтогаз», підрозділ Гоголівського УТТ та ще багато інших.
Земельні паї громадян орендують ВАТ «Гадяцьке бурякогосподарство», ПАПП «Барвінок», Гадяцький міжрайонний комбікормовий завод, СФГ «Колос» та СФГ «В. В. Олексенко».

## Соціальна сфера

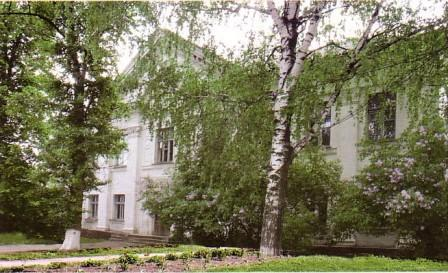
Дільнича лікарня

Розроблена та поетапно реалізується програма соціального розвитку населених пунктів Петрівсько-Роменської сільради. У селах зведені та належно обладнані з відділення зв'язку, середня та початкова школи, дільнична лікарня, аптека, фельдшерсько-акушерський пункт, 2 дитсадки, житлово-комунальні господарства, будинок культури та профспілковий клуб «Нафтовик», бібліотека. Діє Свято-Покровська церква, відкрита в 1993 року.

## Галерея

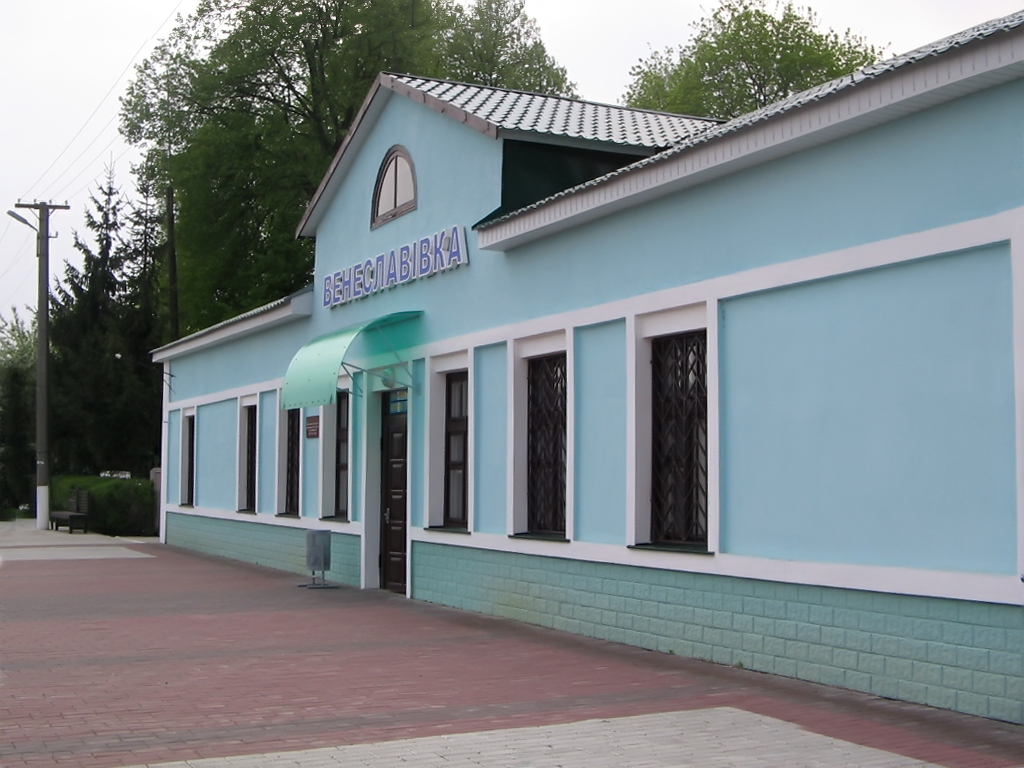
Залізнична станція
Школа
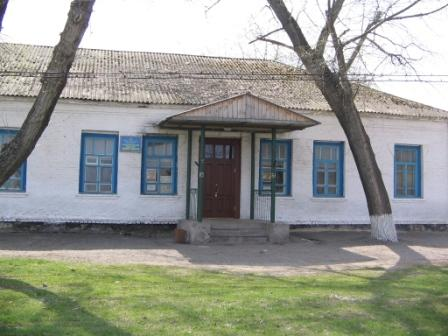
Сільський будинок культури
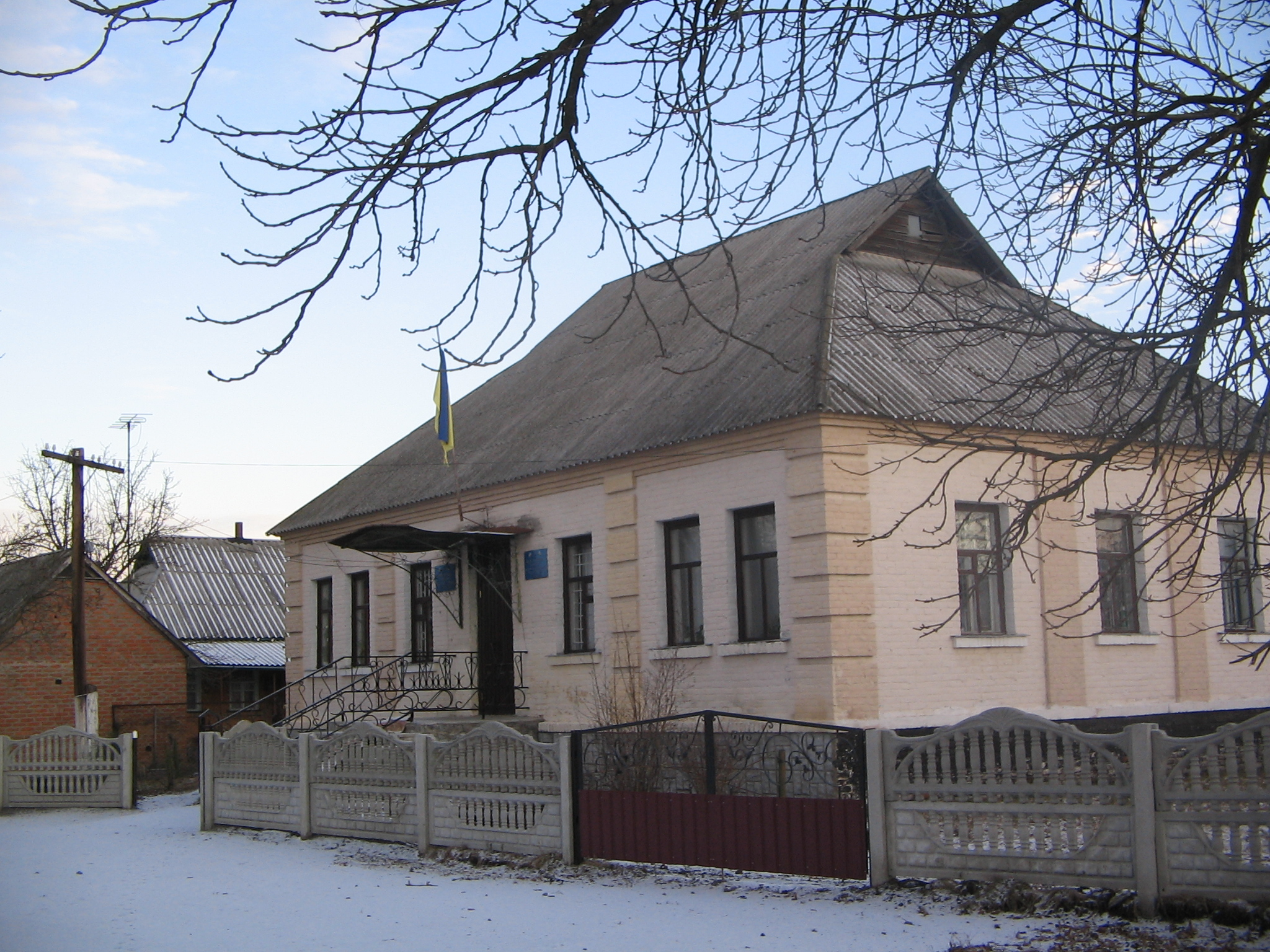
Сільська Рада
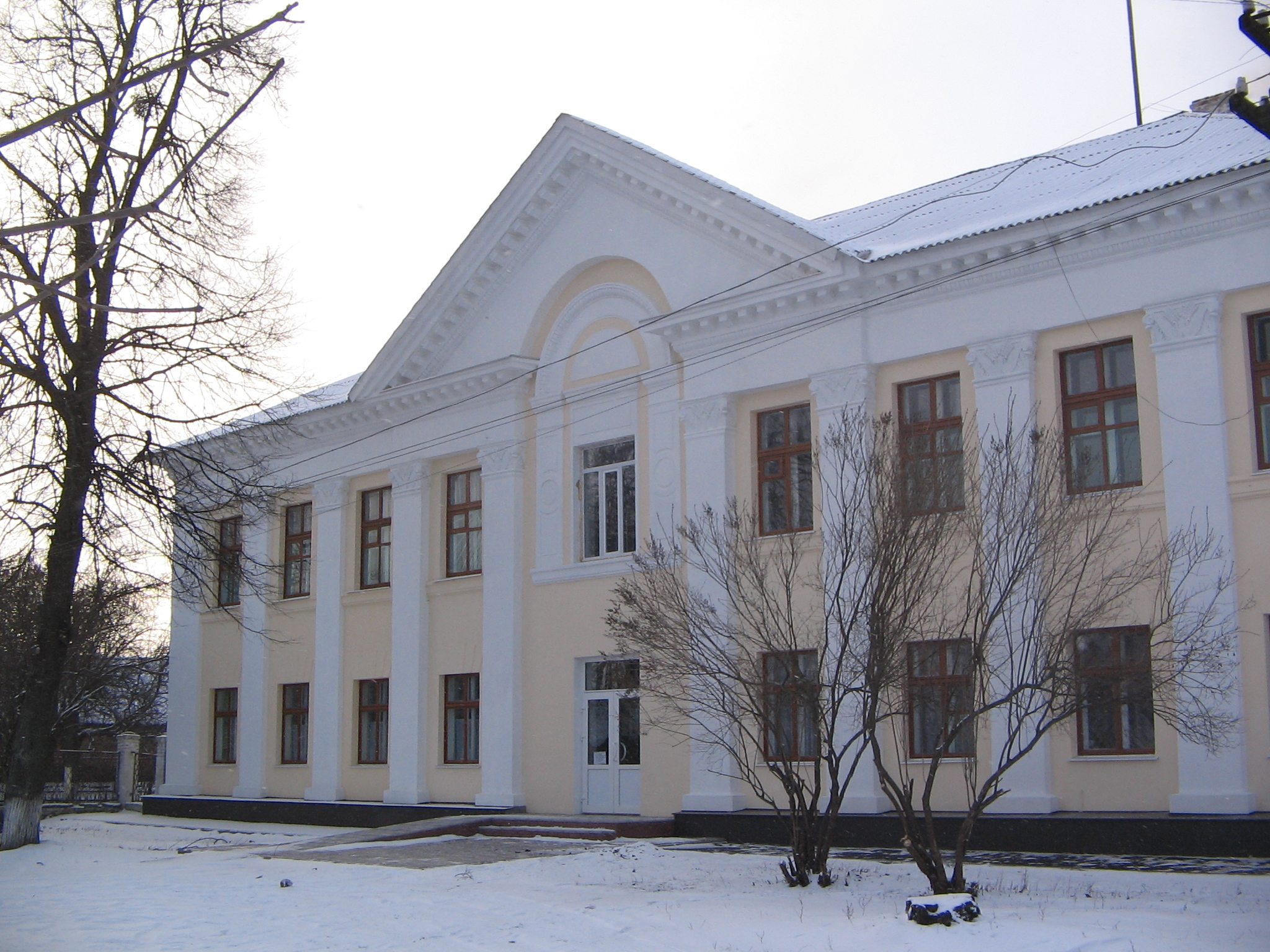
Лікарня 2012
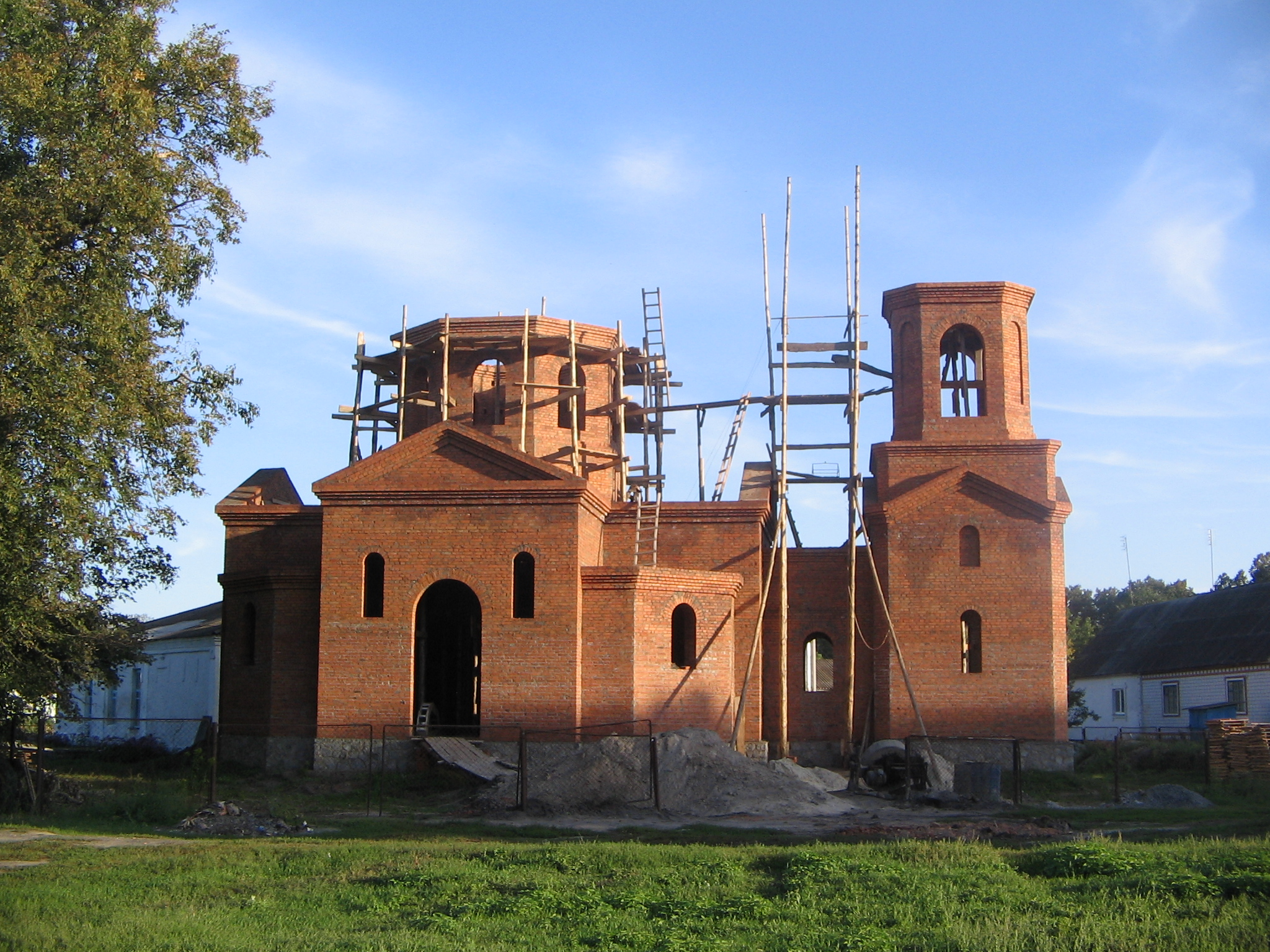
Будівництво церкви
Вічний вогонь
Памятник Невідомому солдату
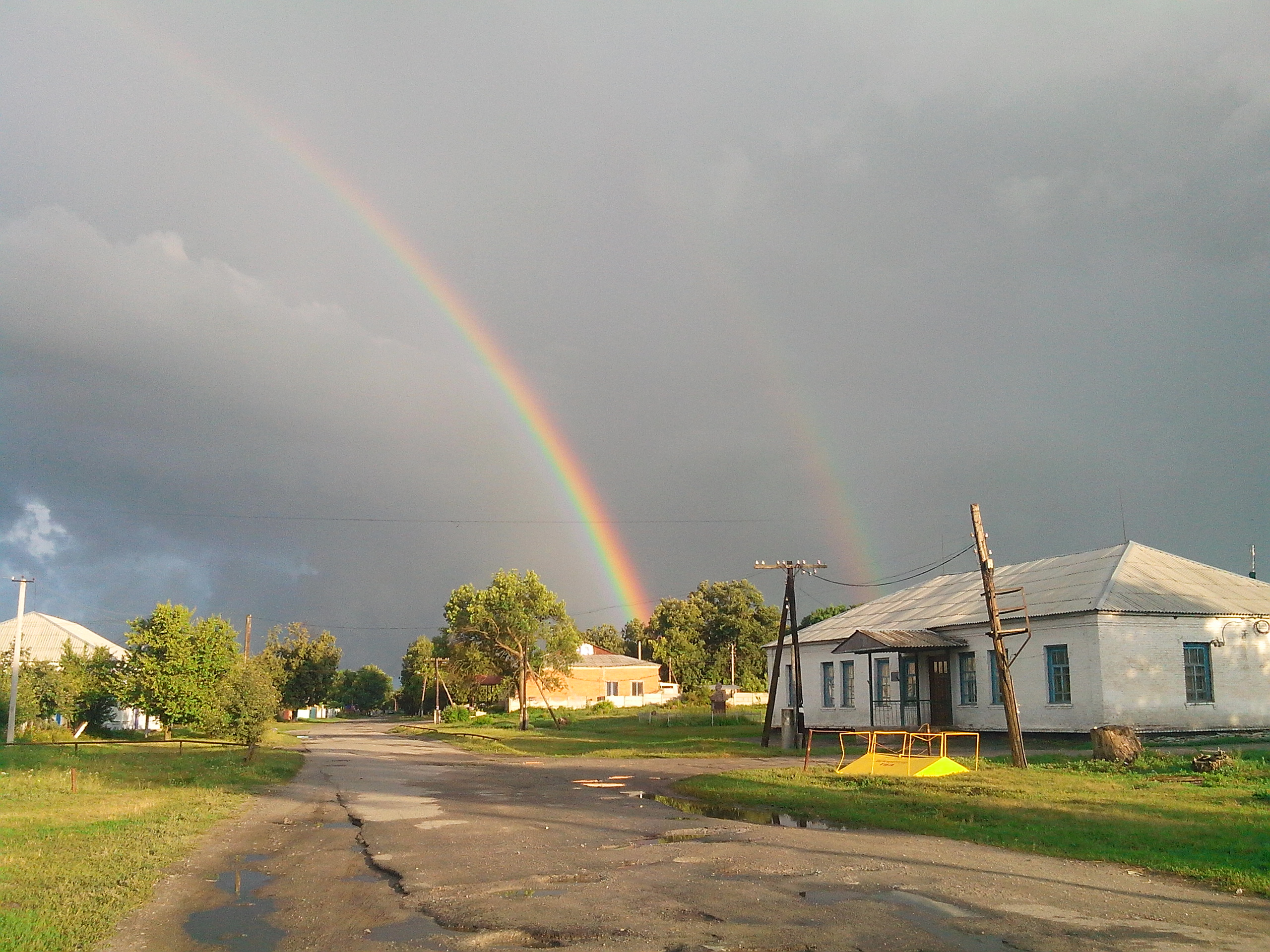
Краєвид Веселка
Свято-Покровська церква